# Kamana Koji
Kamana Koji (* 13. März 1967) ist ein ehemaliger kongolesischer Langstreckenläufer.
Koji nahm an den Olympischen Sommerspielen 1988 in Seoul teil. Er trat im Marathon und über 10.000 m an. Im Marathonlauf kam er auf Rang 73, im 10.000-Meter-Lauf schied er im Vorlauf aus.